# Chiauci
Chiauci è un comune italiano di 194 abitanti della provincia di Isernia in Molise.

## Geografia fisica

### Territorio
È situato nella zona dell'Alto Molise, ovvero la parte settentrionale della Regione Molise e della stessa Provincia di Isernia.

### Idrografia
Il territorio è attraversato dal fiume Trigno che è stato sbarrato per far posto alla diga di Chiauci inaugurata il 4 aprile 2011e serve comuni molisani e abruzzesi.
Le grosse risorse idriche di questo territorio trovano conferma nella presenza sullo stesso dell'acquedotto molisano in grado di servire numerosi comuni di diverse regioni limitrofe.

## Storia
Paese con antiche origini feudali, basa la sua storia sull'agricoltura e la pastorizia.
In origine si chiamava Clàvicia, e ne era feudatario per conto del conte di Molise, il barone Oderisio de Rigo Nigro, esponente della famiglia che ne conservò i possessi sino all'epoca degli Svevi (XIII secolo), quando Tommaso de Rigo Neigro, tra i baroni della "Terra di Lavoro", prese dei prigionieri lombardi nel 1239. All'epoca di Carlo I d'Angiò Chiauci fu dei Bucca e l'ebbero in feudo dal 1269, cadetti do governo di Napoli. Successivamente il feudo passò alle famiglie del Bosco, dei Montavano, dei Ferrante de Capua, le cui figlie lo cedettero ai Sanfelice di Bagnoli del Trigno nel XVI secolo. Chiauci fu data poi ai del Greco all'epoca del viceré spagnolo Pietro da Toledo, comprata dai de Petra nel 1626, passò ai Capuano e ai de Mari. Il nome nei secoli cambiò in "Chiavico", "Clauce", e poi nell'attuale, nel 1807 faceva parte del distretto di Isernia, governato da Frosolone, ed era una frazione di Civitanova del Sannio. Nel 1811 Chiauci divenne un comune autonomo, ma dal 1927 al 1935 divenne nuovamente frazione, stavolta di Pescolanciano. Passata con il nuovo governo repubblicano alla provincia di Campobasso, dal 1970 è di nuovo nei territori di Isernia, ed ospita il Lago di Chiauci uno dei principali bacini idrici per il rifornimento dell'acqua della valle del Trigno.

### Simboli
Lo stemma del comune di Chiauci si può blasonare:

## Monumenti e luoghi d'interesse
- Parrocchiale di San Giovanni Apostolo ed Evangelista: chiesa madre del paese, risale al XVIII secolo, ricostruzione di un tempio preesistente danneggiato dai vari terremoti, e l'unica traccia medievale è data dalla torre cilindrica usata come campanile. L'aspetto attuale è del 1724, impostato su tre navate, all'interno le statue dei santi richiamano al culto dei principali protettori del borgo: sant'Onofrio eremita, san Giorgio protettore e patrono, poi nella cappella laterale la statua di San Michele che tiene sotto i piedi Lucifero, poi San Sebastiano, e infine presso l'altare la statua di San Giovanni nel gruppo dello "Stabat Mater". L'aspetto della chiesa è a pianta rettangolare con una facciata molto rozza, e incompiuta, con basamento a scarpa, e una nicchia con la Madonna in posizione centrale. Il campanile proviene da una torre di controllo, a pianta circolare, intervallato da una cornice, dove si trova la parte più recente e moderna, con la cella campanaria. L'interno è stato restaurato in stile neoclassico, con al soffitto un affresco figurativo ritraente l'Assunzione ed Incoronazione della Beata Vergine Maria, e altri affreschi laterali che ritraggono i passaggi della "via Crucis".
- Chiesa del Rosario: è la seconda chiesa del borgo, in Piazza Umberto I. Fu edificata nel 1860, sopra la vecchia chiesa di San Sebastiano, fuori dalle mura medievali, ossia dall'arco di Tre Porte, dall'architetto Luigi Delepace, in stile neoclassico, con aula unica a pareti suddivise in spazi, scanditi da archi a pieno centro, che incorniciano le cappelle poco profonde poste sui lati. Le cappelle sono legate da paraste con lesene tuscaniche e capitelli ionici. Il presbiterio è a rettangolo, innalzato rispetto al pavimento, il soffitto è a volta a botte lunettata, mentre quello del presbiterio è a cupola con base ellittica. La facciata è molto semplice, con architrave a timpano triangolare, e due campanili gemelli di contorno.
- Chiesa di Sant'Onofrio: si trova fuori dal paese, lungo il tratturo nel bosco omonimo. Sarebbe dell'anno Mille, ma la struttura attuale è frutto di vari rifacimenti nel corso degli anni. La facciata ha timpano triangolare sopra l'architrave, e un finestrone centrale, e un piccolo campanile a vela.
- Palazzo Baronale Gambadoro: si trova in posizione dominante sul borgo, accanto alla chiesa parrocchiale. Il palazzo era l'antico castello medievale, trasformato nelle epoche successive in residenza gentilizia, in modo da perdere completamente gli elementi di fortificazione, ed assumendo la connotazione di una grande masseria rettangolare con tetto spiovente. La parte del borgo più alta comprende via Orientale, via Roma, via Livenza, Largo Tre Porte, con le antiche case addossate a pianta ellittica, che si restringono attorno al centro principale del palazzo e della chiesa di San Giovanni.

## Società

### Evoluzione demografica
Abitanti censiti

## Cultura

### Feste e tradizioni
Le feste popolari più sentite sono quelle dedicate a Sant'Antonio (13 giugno) e San Giorgio (23 aprile), abitualmente ricordato con una festa ad agosto, periodo in cui i molti oriundi chiaucesi fanno ritorno per le vacanze estive. Non da meno la festa di Sant'Onofrio (11 giugno) giorno in cui la statua del santo viene portata in processione da Chiauci alla Chiesa situata nel bosco di Sant'Onofrio. L'icona del Santo è poi riportata nella Chiesa Madre il 16 agosto.

## Economia

### Turismo
I boschi incontaminati e la quiete eleggono Chiauci luogo ideale per il relax e per un soggiorno all'insegna della natura e delle passeggiate, ne è un esempio il Bosco di Sant'Onofrio con la sua chiesa, a pochi chilometri dal centro abitato, che rappresenta ormai da diversi anni una tappa fissa della splendida passeggiata ecologica che si svolge nella settimana precedente a ferragosto. Al suo interno è presente anche un Parco Avventura, il primo ad essere aperto in Molise. 
Chiauci è uno dei pochi luoghi al mondo dove si può trovare, presso la chiesa di San Giovanni Apostolo, una copia in dimensioni reali della Sacra Sindone.

## Amministrazione
| Periodo        | Periodo        | Primo cittadino       | Partito                   | Carica                       | Note |
| -------------- | -------------- | --------------------- | ------------------------- | ---------------------------- | ---- |
| 23 aprile 1995 | 13 giugno 1999 | Domenico Di Pilla     | Partito Popolare Italiano | sindaco                      |      |
| 13 giugno 1999 | 13 giugno 2004 | Achille D'Andrea      | lista civica              | sindaco                      |      |
| 13 giugno 2004 | 25 maggio 2014 | Egildo Di Pilla       | lista civica              | sindaco                      |      |
| 27 maggio 2014 | 31 maggio 2015 | Giuseppina Ferri      |                           | comm. pref.                  |      |
| 31 maggio 2015 | 17 luglio 2015 | Carmine Di Vincenzo   | Insieme per Chiauci       | sindaco                      |      |
| 26 agosto 2015 | 5 giugno 2016  | Domenico Di Pilla     |                           | vicesindaco facente funzioni |      |
| 5 giugno 2016  | 6 ottobre 2021 | Alessandro Di Lonardo | Trasparenza e valori      | sindaco                      |      |
| 6 ottobre 2021 | 13 giugno 2022 | Francesco Montemarano |                           | comm. pref.                  |      |
| 13 giugno 2022 | in carica      | Antonio Sferra        | Chiauci in comune         | sindaco                      |      |

## Sport

### Calcio
La principale squadra di calcio della città era la Polisportiva Chiauci che ha militato nel girone B molisano di Prima Categoria.